# Brandley Kuwas
Brandley Kuwas (Hoorn, Países Bajos, 19 de septiembre de 1992) es un futbolista curazoleño que juega de centrocampista en el F. C. Volendam de la Eredivisie.

## Selección nacional
Ha sido internacional con la selección de Curazao en 33 ocasiones anotando dos goles.

## Clubes
| Club                     | País         | Año       |
| ------------------------ | ------------ | --------- |
| KFC Koog aan de Zaan     | Países Bajos | 2009-2012 |
| F. C. Volendam           | Países Bajos | 2012-2015 |
| S. B. V. Excelsior       | Países Bajos | 2015-2016 |
| Heracles Almelo          | Países Bajos | 2016-2019 |
| Al-Nasr S. C.            | EAU          | 2019-2021 |
| Al-Jazira S. C. (cedido) | EAU          | 2021      |
| Maccabi Tel Aviv F. C.   | Israel       | 2021-2022 |
| Giresunspor              | Turquía      | 2022-2023 |
| F. C. Volendam           | Países Bajos | 2024-     |